# ベルリン・天使の詩
『ベルリン・天使の詩』（べるりん・てんしのうた、独: Der Himmel über Berlin, 英: Wings of Desire, 仏: Les Ailes du désir）は、1987年公開のフランス、西ドイツ合作映画。ファンタジー、ラブストーリー、ヒューマンドラマ、アート系映画。ヴィム・ヴェンダース監督。原題は「ベルリンの空」、英仏題は「願望の翼」の意。

## 概説
もともとは次回作として予定されていた「夢の涯てまでも」の撮影開始が遅れることになり、その間を埋めるため、ドイツ語でドイツの街ベルリンで撮影することを条件に作られた作品。
ヴェンダース監督はベルリンの街をロケハンするうちに、街のあちこちに天使の意匠があることを発見し、好きだった画家のパウル・クレーの天使のイメージとそれが重なり、天使を主人公とした映画というアイデアに結びついた。監督が詩人のペーター・ハントケに依頼して書き下ろされた詩”Lied vom Kindsein”を織り込んだ構成になっている。
すでに引退状態であった映像監督の名匠アンリ・アルカンを説得して復帰させ、幻惑的な映像美と荘厳さを持った作品に仕上がった。世界中で大ヒットを記録し、ハリウッドでリメイクまで作られた（『シティ・オブ・エンジェル』1998）。この作品の続編に『時の翼にのって/ファラウェイ・ソー・クロース!』がある。
監督自ら監修のレストア版が、日本では、2021年11月より「ヴィム・ヴェンダース レトロスペクティブ」の中の1本として劇場公開された。

## あらすじ
守護天使ダミエル（ブルーノ・ガンツ）は、長い歴史を天使として見届け、人間のあらゆるドラマを寄り添うように見守った。だが、親友カシエル（オットー・ザンダー）に「永遠の生命を放棄し、人間になりたい」と打ち明ける。
やがて、サーカスの空中ブランコ乗りであるマリオン（ソルヴェーグ・ドマルタン）に想いを寄せるダミエルは、ついに「壁」を境に東西に隔てられた街「ベルリン」に降り立つ。

## 主な登場人物
- 天使ダミエル - ブルーノ・ガンツ：主人公の守護天使
- マリオン - ソルヴェーグ・ドマルタン：ヒロインでサーカスの舞姫
- ホメーロス - クルト・ボイス
- 天使カシエル - オットー・ザンダー：守護天使
- ピーター・フォーク：本人役で登場。元天使
- ニック・ケイヴ：本人役で登場。彼のバックバンド「バッド・シーズ」と共にライヴパフォーマンスを披露

## 受賞歴
- 1987年カンヌ国際映画祭：監督賞
- 1988年ブルーリボン賞：外国作品賞
- 1988年ヨーロッパ映画賞：監督賞、助演男優賞（クルト・ボイス）

## エピソード
「全てのかつての天使、特に安二郎、フランソワ、アンドレイに捧ぐ」というクレジットで締め括られるが、ヴェンダースは2007年のインタビューで今ならロベール・ブレッソンとサタジット・レイを必ず加えると述べている。